# Confluence Park

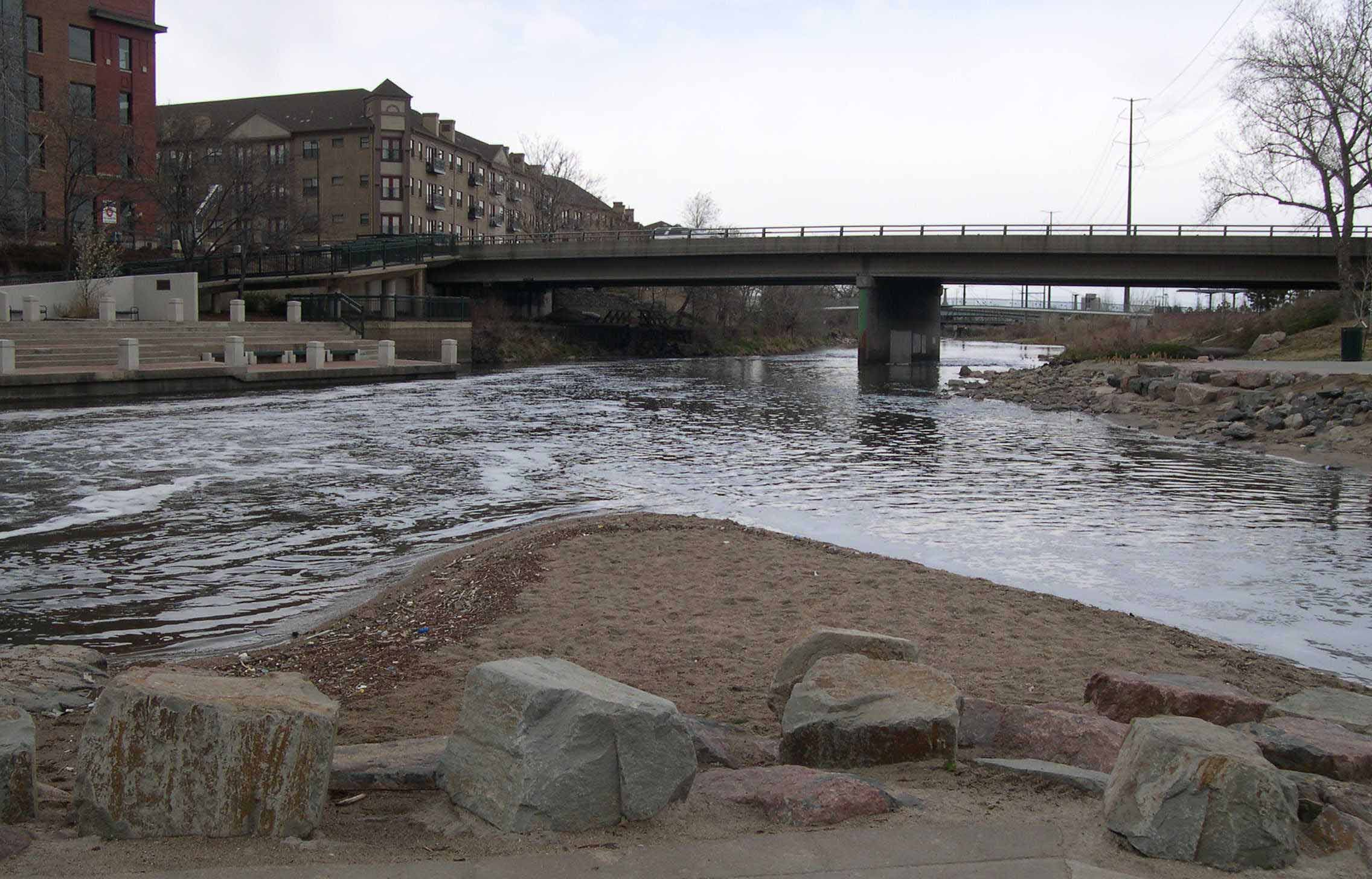
Vue de Confluence Park.

Confluence Park est un parc qui se situe à la jonction entre le cours d'eau Cherry Creek et la rivière South Platte au niveau du quartier de LoDo à Denver.
Le parc est équipé de sentiers bétonnés pour les piétons et les cyclistes. Des pelouses et des parterres avec vue sur les rivières garnissent le parc. Des ponts pour piétons permettent de traverser la rivière South Platte. Il est également possible de faire du kayak sur cette rivière. D'un côté, le parc est proche de zones résidentielles composées de maisons et d'appartements récents et de l'autre côté se situe un parc pour faire du skate.